# Tarifverbund Schwyz
Der Tarifverbund Schwyz, auch bekannt unter dem Marketingnamen Schwyzerpass, ist ein Tarifverbund in der Schweiz.

## Tarifpartner

### Bus
- Auto AG Schwyz
- PostAuto Schweiz AG
- Zugerland Verkehrsbetriebe

### Bahn
- Schweizerische Südostbahn
- Schweizerische Bundesbahnen

## Netzpläne

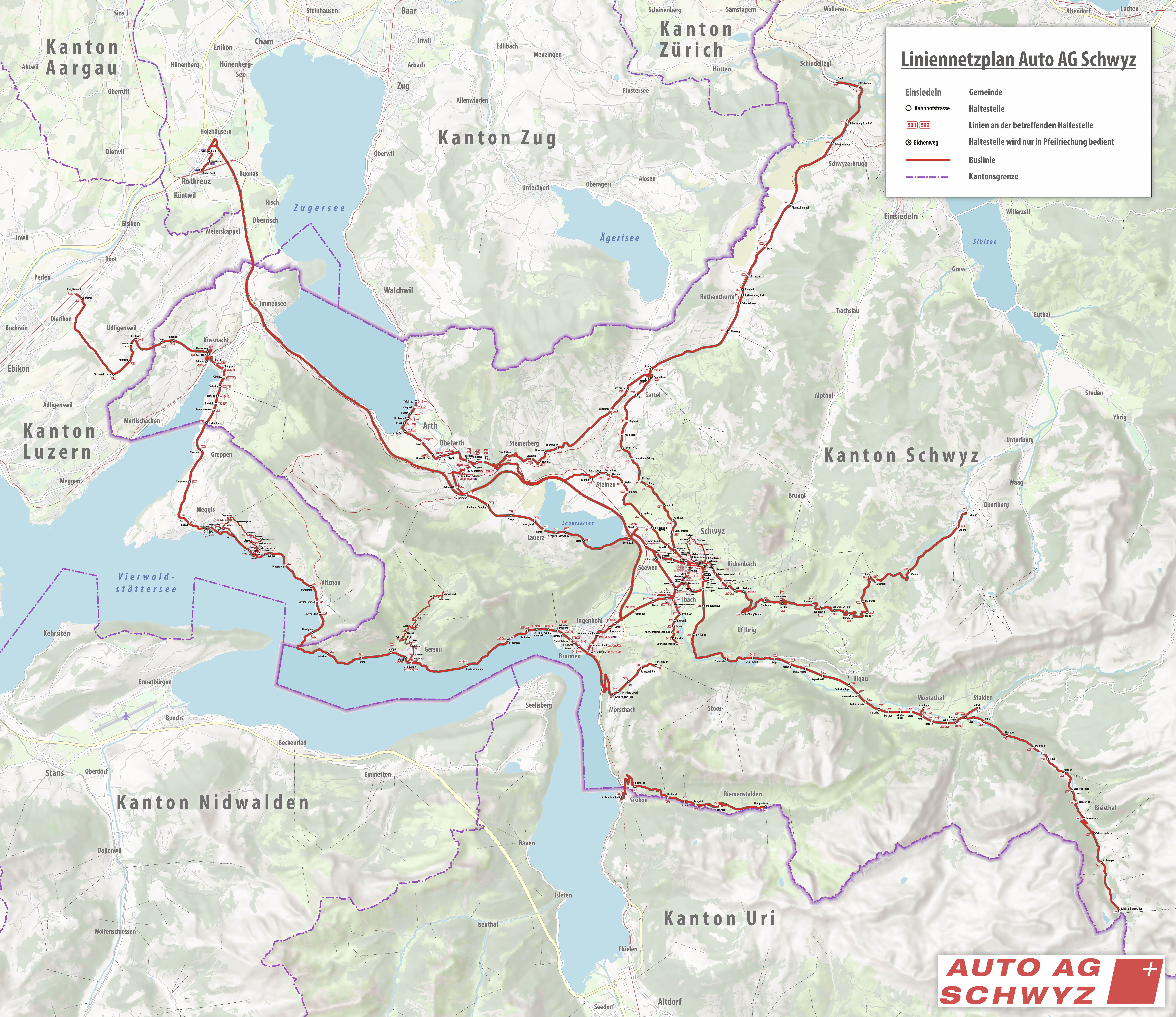
Kanton Schwyz
Kanton Zug